# جرباء سقطرية
الجرباء السقطرية (الاسم العلمي: Farsetia socotrana)، نوع من النباتات المُزهرة المنتمية إلى فصيلة الكرنبية. . توجد فقط في اليمن.موئلها الطبيعي هي أراضي الشجيرات الجافة شبه الاستوائية أو الاستوائية. إنه مهدد بخسارة موئله.